# Gobernador de Guerrero
El Gobernador Constitucional del Estado de Guerrero es el individuo encargado del Poder Ejecutivo del estado mexicano de Guerrero, elegido por un periodo de 6 años sin reelección. Desde el año 2021 el periodo gubernamental comienza el día 15 de octubre del año de la elección y termina el 14 de octubre después de haber transcurrido seis años; hasta 2014, el titular de la gubernatura residía en la Casa Guerrero, año en que fue convertido en un complejo cultural abierto al público.
El estado de Guerrero fue creado en 1849, por lo que siempre se ha mantenido dentro del sistema federal de gobierno de la República, constituyéndose siempre como Estado Libre y Soberano. La Gobernadora de Guerrero es Evelyn Cecia Salgado Pineda por morena para el periodo 2021-2027, siendo la primera mujer en ocupar el cargo desde su creación.

## Descripción
De acuerdo a la Constitución Política del Estado de Guerrero:

El Poder Ejecutivo se deposita en un sólo individuo que se denominará Gobernador Constitucional del Estado de Guerrero.
Artículo 71. Constitución Política del Estado de Guerrero

El Gobernador iniciará el ejercicio de su cargo el quince de octubre del año de renovación del periodo constitucional.
El Poder Ejecutivo residirá en la capital del Estado, pero por acuerdo de las dos terceras partes de los integrantes del Congreso podrá cambiar su sede provisionalmente.
Las atribuciones del Gobernador son intransferibles. Se delegarán exclusivamente en aquellos casos previstos en esta Constitución y en las leyes.
Artículo 72. Constitución Política del Estado de Guerrero

## Historia

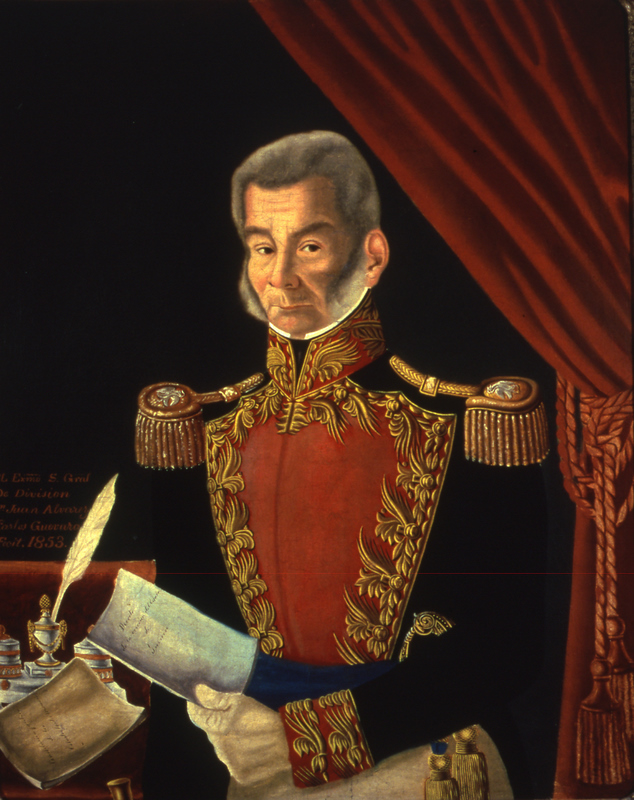
Juan Álvarez Hurtado, primer gobernador del estado.

En noviembre de 1810 Morelos hizo conocer a sus tropas la intención de erigir una provincia en el sur del país, llamada Nuestra Señora de Guadalupe de Tecpan con territorios de las intendencias de Puebla, México y Valladolid, pero con el declive de la campaña de Morelos, el proyecto quedó en el olvido.
Fue hasta 1823, en el Segundo Congreso Constituyente que Nicolás Bravo y Vicente Guerrero recuperaron la idea de Morelos; la creación del Estado del Sur, que tendría el mismo territorio de la Capitanía General del Sur, pero el Congreso rechazó la propuesta, estableciéndose la Comandancia Militar del Sur, con centro de operaciones en Chilpancingo.
Al morir fusilado Vicente Guerrero en Cuilapan, Oaxaca, el 14 de febrero de 1831, varios diputados (entre ellos el futuro presidente Benito Juárez) solicitaron en 1833 la creación del estado de Guerrero, y el cambio de nombre de Cuilapan por Guerrerotitlán, con el apoyo del cacique Juan Álvarez y de Nicolás Bravo; pero la propuesta no fue aprobada.
El 15 de mayo de 1849 el presidente José Joaquín de Herrera envió al Congreso la iniciativa para crear el estado de Guerrero, con territorio de los Estados de Michoacán, Puebla y México. La iniciativa fue aprobada por la Cámara de Diputados el 20 de octubre y por el Senado el 26 de octubre.
El día 27 de octubre de 1849 en sesión solemne del Congreso de la Unión, fue declarado constituido legalmente el Estado Libre y Soberano de Guerrero, y se nombró al general Juan Álvarez como comandante general interino.
En enero de 1850 se celebraron elecciones para diputados a la Legislatura Constituyente del Estado, que una vez integrada el 30 de enero en Iguala ratificó el 31 de enero a Juan Álvarez como primer gobernador del estado, pero el 13 de junio Álvarez solicitó licencia para ausentarse del gobierno y fue designado por la legislatura el coronel Miguel García, quien estuvo en el cargo hasta el 15 de enero de 1851, y promulgó la Ley Orgánica Provisional, para la organización del estado, que designaba a Tixtla como capital del Estado.
Con la fundación del Partido Nacional Revolucionario (hoy Partido Revolucionario Institucional) en 1929 todos los gobernadores provinieron de este partido, hasta que en las elecciones del 6 de febrero de 2005, el perredista Carlos Zeferino Torreblanca Galindo, derrotó al candidato del PRI y en las elecciones del 30 de enero de 2011 ganó el actual gobernador Ángel Aguirre Rivero con la coalición Guerrero nos Une conformada por el PRD, PT, Convergencia y en último momento el PAN se unió cediéndole al candidato sus votos. Con la llegada de Héctor Antonio Astudillo Flores, el Partido Revolucionario Institucional recupera dicho espacio gubernativo.
quien era el presidente de Santa Cruz Guerrero Huamuxtitlan.

## Requisitos
Algunos requisitos para poder llegar a ser gobernador de Guerrero son:
- Ser ciudadano mexicano por nacimiento e hijo de padres mexicanos por nacimiento.
- Haber nacido en el Estado o tener residencia efectiva en este no menor a 5 años en los términos.
- Estar en pleno ejercicio de sus derechos ciudadanos.
- Tener treinta años cumplidos al tiempo de ser electo.
- No pertenecer al estado eclesiástico ni ser ministro de algún culto.
- No ser funcionario federal.

## Símbolos
El Estado de Guerrero reconoce como sus símbolos de identidad y pertenencia a su comunidad política de acuerdo al artículo 31 de la constitución estatal:

Los ciudadanos del Estado de Guerrero reconocen como sus símbolos de identidad y pertenencia a su comunidad política:
1. La bandera y el escudo;

2. El lema del Estado: «Mi patria es primero»; y,

3. El Himno a Vicente Guerrero.

Las leyes respectivas reglamentarán las características y el uso de los símbolos y el himno del Estado.
Artículo 31. Constitución Política del Estado de Guerrero

### Bandera
| Bandera de Guerrero | Adopción | Diseño              | Descripción |
| ------------------- | --- | ------------------- | --- |
|                     | Sin reconocimiento oficial La Bandera no tiene reconocimiento oficial pero aun así es utilizada por su gobierno en sus diversos eventos oficiales, además de que es mencionada en la Constitución del mismo. | Gobierno del Estado | Es un rectángulo con campo blanco y en el centro con el Escudo de Guerrero. El estado solamente ha tenido dos banderas, aunque no oficialmente ha tenido varias propuestas utilizadas en algunas ocasiones. El escudo del estado ha sido la única diferencia entre la primera y la actual. |

### Escudo
| Escudo de Guerrero | Fecha de adopción | Diseño       | Descripción |
| ------------------ | --- | ------------ | --- |
|                    | 20 de diciembre de 1951 Establecido en el Periódico Oficial número 1 del 2 de enero de 1952, en el Decreto 41 fechado el 20 de diciembre de 1951 | Diego Rivera | El Escudo del estado de Guerrero está compuesto por 11 plumas de distintos colores en la parte superior como una especie de corona.En un escudo de boca ibérica, sobre un fondo azul, tenemos la figura enhiesta de un Caballero Jaguar que mantiene en su mano derecha en forma horizontal, una macana de color madera. |

### Lema
El lema actual del estado es Mi patria es primero, usada en documentos oficiales del estado, la cual fue empleada en 1819 por Vicente Guerrero.

“Señores, este es mi padre que ha venido a ofrecerme el perdón de los españoles y un trabajo como general español. Yo siempre lo he respetado, pero la Patria es Primero”.
Vicente Guerrero, 1819

### Himno
El Himno a Guerrero es utilizado en las ceremonias oficiales, donde interviene la Banda de Música del estado, y en festividades escolares se entona el Himno a Guerrero, dedicado a Vicente Guerrero, que consumó la Independencia Nacional. La música fue por Margarito Damián Vargas y el autor de la letra es Francisco Figueroa Mata que fuera gobernador provisional, primero, y, después, sustituto del estado, en el periodo 1918 a 1921.

## Residencia
Durante décadas la Residencia Oficial Casa Guerrero o Casa Guerrero fue usada no solo como la residencia oficial del Gobernador de Guerrero en turno, sino también como un centro de poder y toma de decisiones a pesar de que existían los edificios destinados a ese fin, como el palacio de gobierno, y hoy, la llamada Ciudad de los Servicios.
Sin embargo, el gobernador Rogelio Ortega Martínez decidió no habitarla y remodelar la residencia oficial que cuenta con una extensión de 14 hectáreas y convertirla en un centro de recreación cultural. El recinto fue abierto al público desde noviembre de 2014; sin embargo, se inauguró como recinto y con los proyectos terminados hasta el 15 de septiembre de 2015.
Actualmente es denominado Complejo Cultural Guerrero, centro cultural y de actividades recreativas, cuenta con teatro al aire libre, mediateca, fonoteca, ludoteca; también un planetario en honor al primer cosmonauta mexicano, Rodolfo Neri Vela.

## Lista de sus titulares

Gobernadora
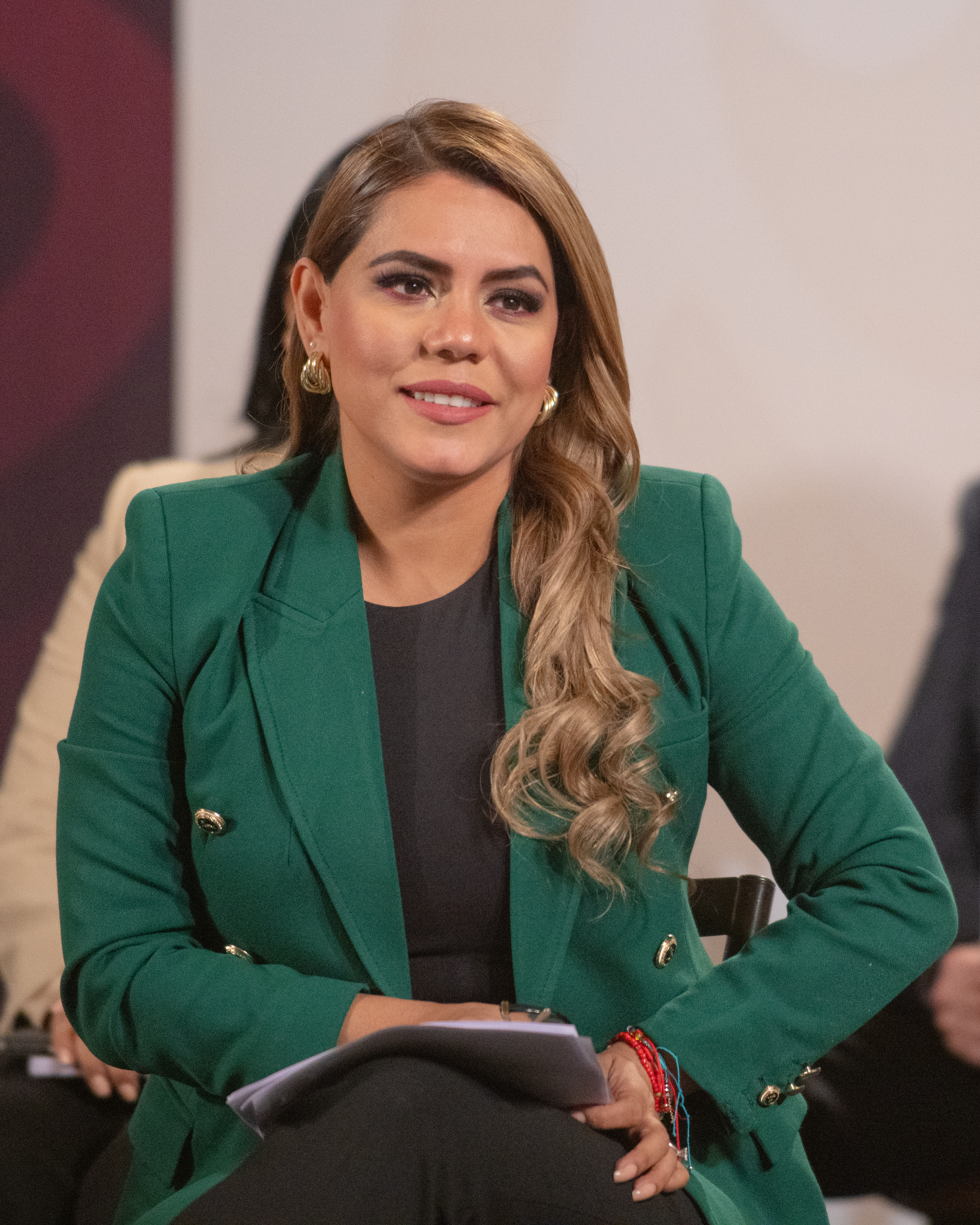
Evelyn Cecia Salgado Pineda Gobernadora de Guerrero (2021 — Actual) Morena
43 años